# Marcelo Bechler
Marcelo Bechler Machado (Belo Horizonte, 7 de agosto de 1986) é um jornalista esportivo brasileiro, que cobre as atividades do Futbol Club Barcelona.
Formado na Pontifícia Universidade Católica de Minas Gerais, trabalha para vários meios de comunicação do Brasil, como Rádio Itatiaia, o canal de televisão TNT Sports e o jornal desportivo Lance!. Também trabalhou no Grupo Bandeirantes e Globo, inclusive como comentarista no canal SporTV.
Chegou à capital catalã no ano de 2014, para fazer a cobertura jornalística do time blaugrana. Duas informações reveladas por Bechler chamaram atenção mundial: a saída de Neymar Jr. em Julho de 2017 e a tentativa de Lionel Messi de rescindir o seu contrato em agosto de 2020. Sua entrevista pós-jogo com o zagueiro Gerard Piqué feita em dezembro de 2018 também viralizou, já que foi feita inteiramente na língua catalã. Seu domínio do idioma possibilitou-o aparecer em programas de Televisão da Catalunha e na RTVE Catalunha.